# Summerhill (Irlanda)
Summerhill (em irlandês:  Cnoc an Línsigh) é uma localidade do Condado de Meath (Leinster). A versão irlandesa do nome da cidade significa "Colina de Lynch", e foi a casa ancestral da família irlandesa Norman-Lynch, de onde veio a família de comerciantes Galway com o mesmo nome - uma das "tribos de Galway". Ele também é o local de uma das batalhas mais importantes do século XVII na Irlanda, a Batalha de Dungan's Hill. A cidade era conhecida em inglês como The Knock ou Knock Lynchs  (representações fonéticas de Cnoc an Línsigh, Colina de Lynch) até cerca de 1667, quando foi rebatizada Summerhill.  As ruínas do grande castelo de Lynch podem ser vistas na aldeia hoje.